# Hochofenwerk Oberscheld
Die Eisenhüttenindustrie im Lahn-Dill-Raum stand seit den 1840er Jahren vor einer grundlegenden strukturellen Herausforderung. Die drei wichtigsten Produktionsfaktoren Erz, Holzkohle und Wasser begünstigten lange Zeit den Standort der nassauischen Montanindustrie. Der Rückgang der Holzressourcen führte aber bereits im ausgehenden 18. und in der ersten Hälfte des 19. Jahrhunderts zu erheblichen Schwierigkeiten mit einer ausreichenden Holzkohlenversorgung. Die neue aus England herkommende Technologie der Eisenverhüttung auf der Basis von Koks verlagerte die Eisenproduktion zu den reichlich vorhandenen Steinkohlenvorkommen an Rhein und Ruhr. Der vormalige Standortvorteil wandelte sich mit der kostengünstigeren Koksverhüttung nun in einen gravierenden Standortnachteil um. Die Hütten in der Lahn-Dill-Region waren im letzten Viertel des 19. Jahrhunderts gezwungen, die auf Holzkohlenbasis arbeitenden Hochöfen aufgrund ihrer Unrentabilität stillzulegen.

## Die Familie Jung und das Hochofenwerk Oberscheld
Der von der Familie Jung gehaltene Hessen-Nassauische Hüttenverein HNHV beendete seit den 1880er Jahren auf seinen Hütten sukzessiv die Verhüttung auf Holzkohlenbasis. Die Eibelshäuser Hütte legte als letzte Hütte des HNHV und der Lahn-Dill-Region überhaupt seinen Holzkohlenhochofen 1898 still. Der Hessen-Nassauische Hüttenverein war jetzt auf der einen Seite ein reines Gießereiunternehmen und auf der anderen Seite ein reines Bergbauunternehmen. Die bisher dazwischengeschaltete Produktionsstufe der Verhüttung zur Erzeugung des Gießroheisens fehlte nun gänzlich. Er verkaufte die auf seinen Bergwerken gewonnenen Eisenerze an fremde Kokshochofenwerke und bezog das für die Kupolöfen notwendige Gießroheisen von auswärts, zum Teil auch vom Konkurrenten Buderus.
Der Hessen-Nassauische Hüttenverein hing nun allerdings ohne eigene Verhüttung stark vom Marktumfeld ab. Der Ankauf des Gießroheisens und der Verkauf der gewonnenen Eisenerze unterlagen den konjunkturellen Preis- und Mengenschwankungen. Das im Lahn-Dill-Gebiet geförderte Erz war aufgrund der gestiegenen Gewinnungskosten und der hohen Eisenbahnfrachtkosten zu den auswärtigen Abnehmern vor allem im Ruhrgebiet kaum wettbewerbsfähig und ließ sich infolgedessen nur schwer absetzen.
Schließlich entschloss sich der Hüttenverein 1903 unter der Führung von Gustav Jung, wieder ein eigenes Hochofenwerk im Scheldetal bei Oberscheld auf Basis der Koksverhüttung zu errichten, um von Marktschwankungen unabhängig zu werden und um ein Gegengewicht zu der vom Rheinisch-Westfälischen Roheisensyndikat diktierten Preispolitik für Roheisen zu bilden. Es war der Weitsicht von Gustav Jung zu verdanken, dass im Scheldetal eine Anlage geschaffen wurde, die die Verhüttung der gewonnenen heimischen Erze für die nächsten Jahrzehnte bis 1968 ermöglichte, um die umliegenden Gießereien mit Qualitätsroheisen zu versorgen.
Ein weiterer Vorteil des Hochofenwerks lag darin, dass die Familie Jung die minderwertigen Erze ihrer Gruben, deren Verkauf sich infolge der hohen Transportkosten kaum lohnte, selbst verhütten konnte. Das in relativer Nähe zu den Erzgruben liegende Hochofenwerk in Oberscheld ging im Juli 1905 zunächst mit einem Hochofen in Betrieb, dem im Juli 1910, aufgrund der guten konjunkturellen Lage, ein zweiter folgte. Das Hochofenwerk bezog die notwendigen Erze vorwiegend aus den eigenen Gruben und den von der Familie Jung ebenfalls mitgehaltenen Burger Eisenwerken. Das Hochofenwerk belieferte nicht nur den Hessen-Nassauischen Hüttenverein, sondern auch die Burger Eisenwerke mit Roheisen für die Gießereien. Eine 3,5 Kilometer lange Drahtseilbahn zum Erztransport verband die Gruben im Scheldetal mit der Hochofenanlage.

## Die Familie Jung und die Überlandzentrale des Hochofenwerks
Die Familie Jung handelte bei der Planung und dem Bau des Hochofens auch in einer anderen Richtung unternehmerisch weitsichtig. Um den Hochofenbetrieb so wirtschaftlich wie möglich zu gestalten, wurde auch auf die weitgehende Verwertung der anfallenden Nebenerzeugnisse Wert gelegt. Sie verband die Hüttenanlage mit einer elektrischen Kraftzentrale, um das überschüssige Gichtgas vom Hochofen zur Erzeugung von elektrischer Energie gewinnbringend zu nutzen. Die Kraftzentrale ging Ende 1905 in Betrieb. Der Strom diente zunächst zur Elektrifizierung der im Schelder Wald gelegenen Gruben.
Neben den Gruben im Schelder Wald erhielten die Orte Ober- und Niederscheld einen Anschluss an die Stromversorgung. Es folgten 1910 die Städte Dillenburg und Herborn. Als mit der Inbetriebnahme des zweiten Hochofens vermehrt Gichtgas zur Stromgewinnung anfiel, richtete das Hochofenwerk 1910 eine Überlandzentrale ein, um über eine Überlandleitung die Gießereien des Hüttenvereins und benachbarte Ortschaften mit elektrischer Energie zu versorgen. Das Leitungsnetz des HNHV erreichte 1913 eine Gesamtlänge von 148 km und versorgte schließlich 31 Gemeinden und zwanzig Hütten mit elektrischer Energie.
Die Ausdehnung des Stromgeschäftes ließ es notwendig werden, die gesamte Betriebsführung der Kraftzentrale, des Leitungsnetzes mit seinen Neben- und Hilfsanlagen sowie die kaufmännische Verwaltung vom Hochofenwerk zu trennen und in eine eigenständige Gesellschaft zu überführen. Die Familie Jung gründete dieses neue Unternehmen Ende 1913 als Hessen-Nassauische Überlandzentrale GmbH mit Sitz in Oberscheld.
Die schwierige Absatzlage für die Hochofenprodukte nach dem Ende des Ersten Weltkriegs und in der Zeit der Hyperinflation zwang die Familie Jung den Hochofenbetrieb herunterzufahren und einen ihrer zwei Hochöfen stillzulegen. Aufgrund des verringerten Gichtgasausstoßes konnte die Überlandzentrale nicht mehr so viel elektrische Energie erzeugen, um ihren Lieferverpflichtungen nachzukommen. Der Rückgang der Stromproduktion und anstehende Investitionen brachten die Familie Jung allerdings in finanzielle Schwierigkeiten. Schließlich verkaufte sie zum 1. Januar 1925 die Überlandzentrale an den Bezirksverband Wiesbaden, der sie in die Nassauische Energie-GmbH eingliederte.

## Das Hochofenwerk im Ersten Weltkrieg und in der Zwischenkriegszeit
Während des Ersten Weltkriegs litt das Oberscheld stark unter Koksmangel und konnte nur mit Einschränkungen betrieben werden, bis schließlich der Hochofen I aus Koksmangel 1917 stillgelegt werden musste. Er hatte bis dahin seit seiner Inbetriebnahme 1905 261.476 t Roheisen erzeugt. Auch in den schwierigen ersten Jahren der jungen Weimarer Republik mit der Ruhrbesetzung der Franzosen und der Hyperinflation war ein geregelter Betrieb des Hochofens II kaum möglich. Er wurde 1926 ausgeblasen und hatte seit seiner Inbetriebnahme 1910 288.555 t Roheisen erzeugt. Der Hochofen I war 1918 nochmals erneuert worden und ging nun anstelle des Hochofens II wieder in Produktion. Der HNHV steigerte durch Rationalisierungsmaßnahmen die Leistungsfähigkeit und Wirtschaftlichkeit des Hochofenwerkes und damit des Gesamtunternehmens; allerdings führten die für die Modernisierung der Produktionsanlagen aufgenommenen Kredite mit zur Überschuldung des Unternehmens. Jedoch war infolge der Weltwirtschaftskrise von 1929 eine durchgängige Roheisenproduktion kaum möglich.

## Das Hochofenwerk Oberscheld im Buderus-Konzern
Als der HNVH 1933 aufgrund seiner angespannten finanziellen Situation mit dem Buderus-Konzern eine Interessengemeinschaft eingehen musste und schließlich 1935 gänzlich auf Buderus überging, war davon auch das Hochofenwerk Oberscheld betroffen. Es lag seit 1935 vollständig in der Hand des Buderus-Konzerns. Im Zuge der Autarkiebestrebungen und der Wiederaufrüstung im Dritten Reich stieg der Bedarf an heimischem Roheisen stark an, sodass der Hochofen II im Mai 1937 wieder in Betrieb ging. Der Hochofen I wurde aus betriebstechnischen Gründen ausgeblasen. Das Hochofenwerk Oberscheld war während des Zweiten Weltkriegs ein wichtiger Bestandteil der Rüstungsproduktion in der Lahn-Dill-Region, bis es im Dezember 1944 kriegsbedingt seine Produktion einstellen musste.

## Das Ende der Eisenverhüttung in Oberscheld
Das Hochofenwerk Oberscheld wurde 1952 in die neugegründete Hessischen Berg- und Hüttenwerke AG Wetzlar eingegliedert. Der große Bedarf an Roheisen während des Wiederaufbaus in den 1950er Jahren führte zu einer guten Auslastung der Hüttenanlage. Aber bereits zu Beginn der 1960er Jahre zeigten sich die ersten Krisenerscheinungen. Der Wegfall staatlicher Subventionen, insbesondere der vergünstigten Eisenbahntarife für den Antransport von Koks aus dem Ruhrgebiet und den Abtransport von Roheisen ins Ruhrgebiet, die hohen Gestehungskosten der Erzgewinnung in der Lahn-Dill-Region sowie der vermehrte Import preisgünstiger ausländischer Erze ließen die Roheisenproduktion in Oberscheld immer unrentabler werden. Schließlich musste die Hütte im April 1968 infolge mangelnder Wirtschaftlichkeit und Konkurrenzfähigkeit endgültig stillgelegt werden. Die Anlagen des Hochofenwerkes wurden demontiert. Heute sind kaum noch Überreste vorhanden, die an diesen einstmals so bedeutsamen Industriestandort der Lahn-Dill-Region erinnern.